# Молсайм
Молсайм (на френски: Molsheim) е град в историческата област Елзас (регион Гранд Ест) в днешна Франция. Намира се в границите на департамент Ба Рен. Население 9382 души (2006). Става известен като седалище на автомобилната фирма „Бугати“ (1909-1963).